# Čtrnáct Dvorců
Čtrnáct Dvorců (též Čtrnáct Dvorů, německy Vierzehnhöfen) je zaniklá osada, která byla součástí města Dolní Jiřetín, rovněž zaniklého, v okrese Most v Ústeckém kraji. Rozkládala se při březích Jiřetínského potoka v nadmořské výšce 235 metrů, asi 6,5 km severozápadně od města Mostu. V podstatě oddělovala Horní a Dolní Jiřetín. Katastrální území Čtrnáct Dvorců měří 1,41 km².

## Historie
Dějiny Čtrnácti Dvorců, které se vyčlenily během 16. století z Dolního Jiřetína, a po roce 1848 se staly jeho osadou, byly úzce spjaty s tímto městem. Obec byla spolu s ním zlikvidována v letech 1980–1983 kvůli stanovení pásma hygienické ochrany Chemických závodů Litvínov a postupu těžby hnědého uhlí.

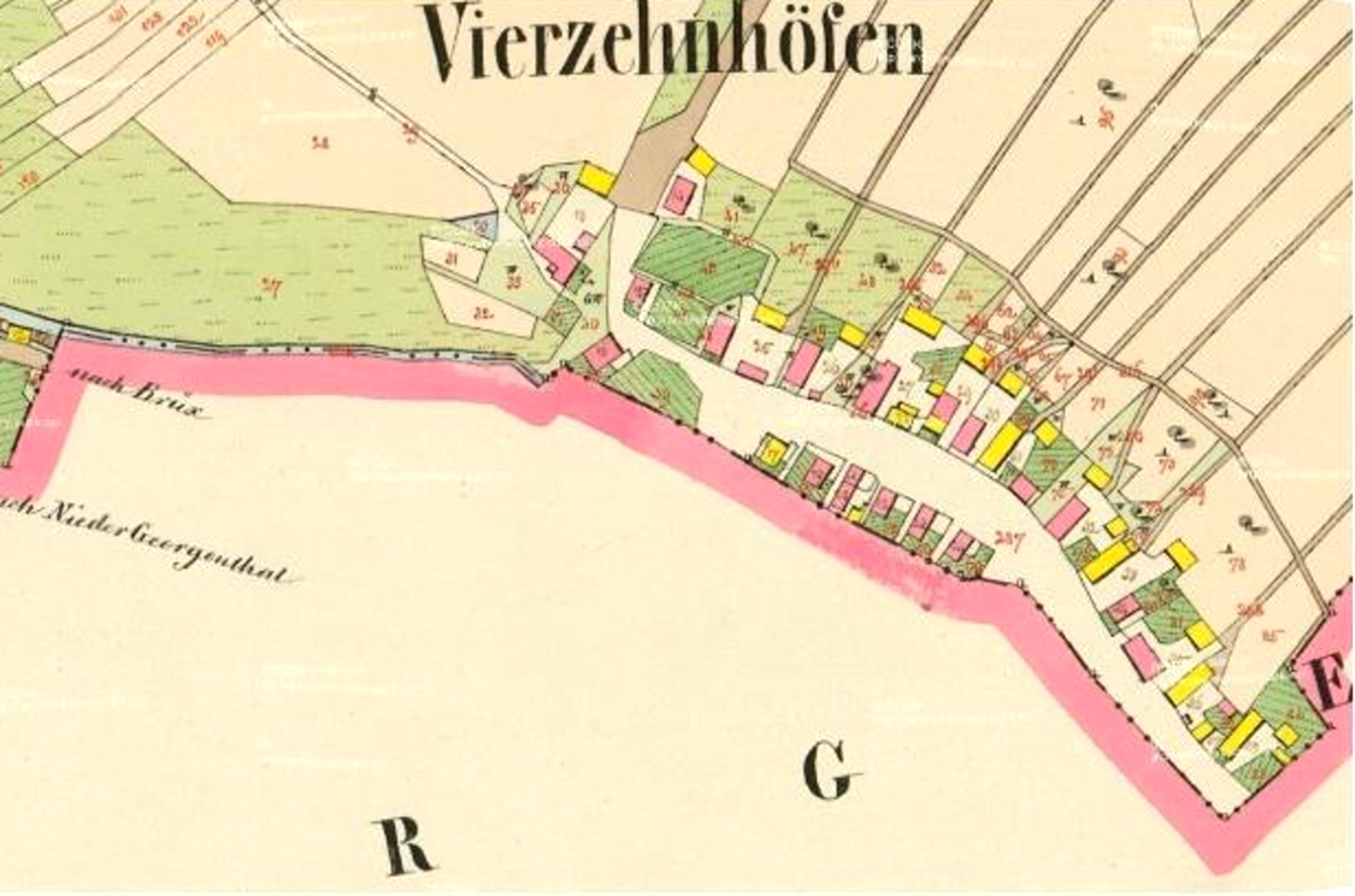
Detail zástavby na tzv. císařském otisku katastrální mapy z 19. století

## Název
Název vesnice se v historických pramenech objevuje ve tvarech: „das Dorf die vierczehen hoffe“ (1565), Vierzehnhöfen (1787, 1846) a Vierzehnhöfen nebo česky Čtrnáct dvorců (1854).

## Obyvatelstvo
Při sčítání lidu v roce 1921 ve vsi žilo 370 obyvatel (z toho 163 mužů), z nichž bylo 88 Čechoslováků, 277 Němců a pět cizinců. Většina se hlásila k římskokatolické církvi, ale patnáct obyvatel bylo evangelíky a 72 bez vyznání. Podle sčítání lidu z roku 1930 měla vesnice 364 obyvatel: 71 Čechoslováků, 287 Němců, jednoho člověka jiné národnosti a pět cizinců. Kromě jednoho člena nezjišťovaných církví a 51 lidí bez vyznání byli římskými katolíky.
|           | 1869 | 1880 | 1890 | 1900 | 1910 | 1921 | 1930 | 1950 | 1961 | 1970 | 1980 |
| --------- | ---- | ---- | ---- | ---- | ---- | ---- | ---- | ---- | ---- | ---- | ---- |
| Obyvatelé | 198  | 273  | 475  | 476  | 447  | 370  | 364  | 327  | 285  | 220  | 175  |
| Domy      | 36   | 36   | 44   | 48   | 46   | 46   | 48   | 36   | —    | 44   | 43   |